# Гу Цзюнь
Гу Цзюнь (спрощ.: 顾俊; кит. трад.: 顧俊; піньїнь: Gù Jùn; нар. 3 січня 1975, місто Вуксі, провінція Цзянсу, КНР) — китайська бадмінтоністка, олімпійська чемпіонка та чемпіонка світу.

## Спортивні досягнення

### Виступи на Олімпійських іграх
Двічі на Олімпійських іграх ставала чемпіонкою в парі з Ге Фей в парному жіночому розряді. На літніх Олімпійських іграх 1996 року в Атланті здобули золоті нагороди, подолавши у фінальному поєдинку південнокорейську пару Кіль Йон'а / Чан Хеок. Через чотири роки повторили успіх у Сіднеї, здобувши перемогу у вирішальному поєдинку над співвітчизниками Хуан Наньян / Ян Вей. 

### Виступи на чемпіонатах світу
Двічі ставала чемпіонкою світу. На чемпіонаті світу 1997 року в Глазго здобула золоту нагороду у парному жіночому розряді з Ге Фей, подолавши у фіналі співвітчизників Цинь Іюань / Тан Йоншу. На чемпіонаті світу 1999 року в Копенгагені стала чемпіонкою у парному жіночому розряді з Ге Фей, подолавши у фіналі південнокорейську пару Чон Чехі / На Кьонмін..